# Ache (Isar)
De Ache (ook: Achen, Seeache) is de naam van een bronbeek van de Isar, die het noordelijke deel van het Achental bij Achenkirch (916 m.ü.A.) ontwatert. Voor de bouw van de waterkrachtcentrale het Achensee-Kraftwerk in het Inndal ontwaterde de Ache ook het gehele Achenmeer naar het noorden toe. Tussen het Achenmeer en Achenkirch neemt de Seeache het water van de Unteraubach op. Na Achenkirch, tot bij Achenwald (843 m.ü.A.), monden achtereenvolgens de Ampelsbach, Lobbach, Dollmannsbach en Klammbach in de Ache uit.
De uitmonding van de Ache in het Beierse deel van de Isar bevindt zich bij het stuwmeer Sylvensteinstuwmeer.